# SaskTel Centre
Le SaskTel Centre est une salle omnisports située à Saskatoon, dans la province de la Saskatchewan au Canada. 

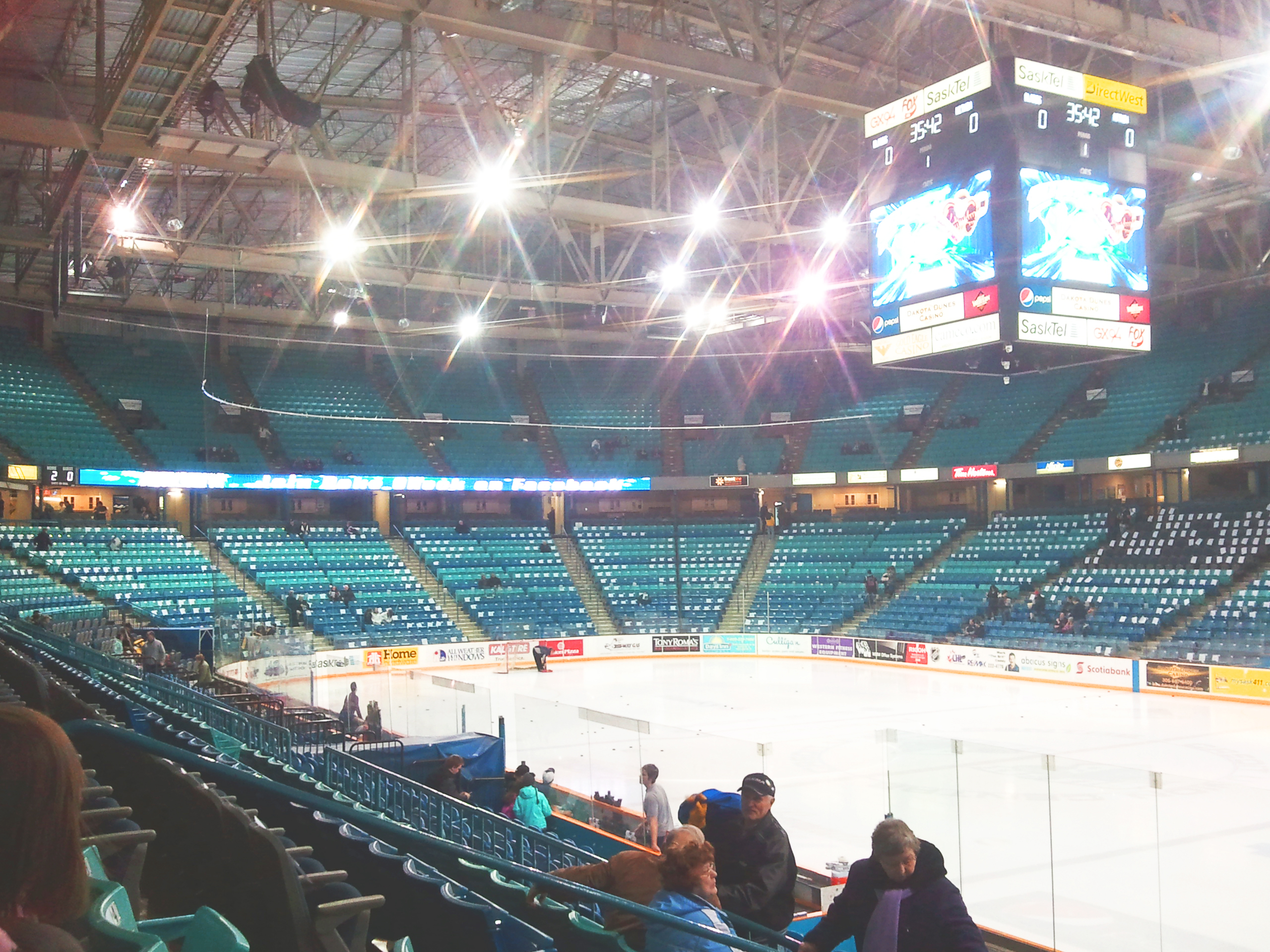
L'intérieur du SaskTel Centre

L'amphithéâtre d'une capacité de 15 195 places est le plus grand aréna de la Saskatchewan, il est le domicile des Blades de Saskatoon de la Ligue de hockey de l'Ouest de la Ligue canadienne de hockey.
Il a accueilli au cours du printemps 2013 le tournoi de la Coupe Memorial.

## Événements
- Skate Canada 2001
- Skate Canada 2025